# Озеро Щастя

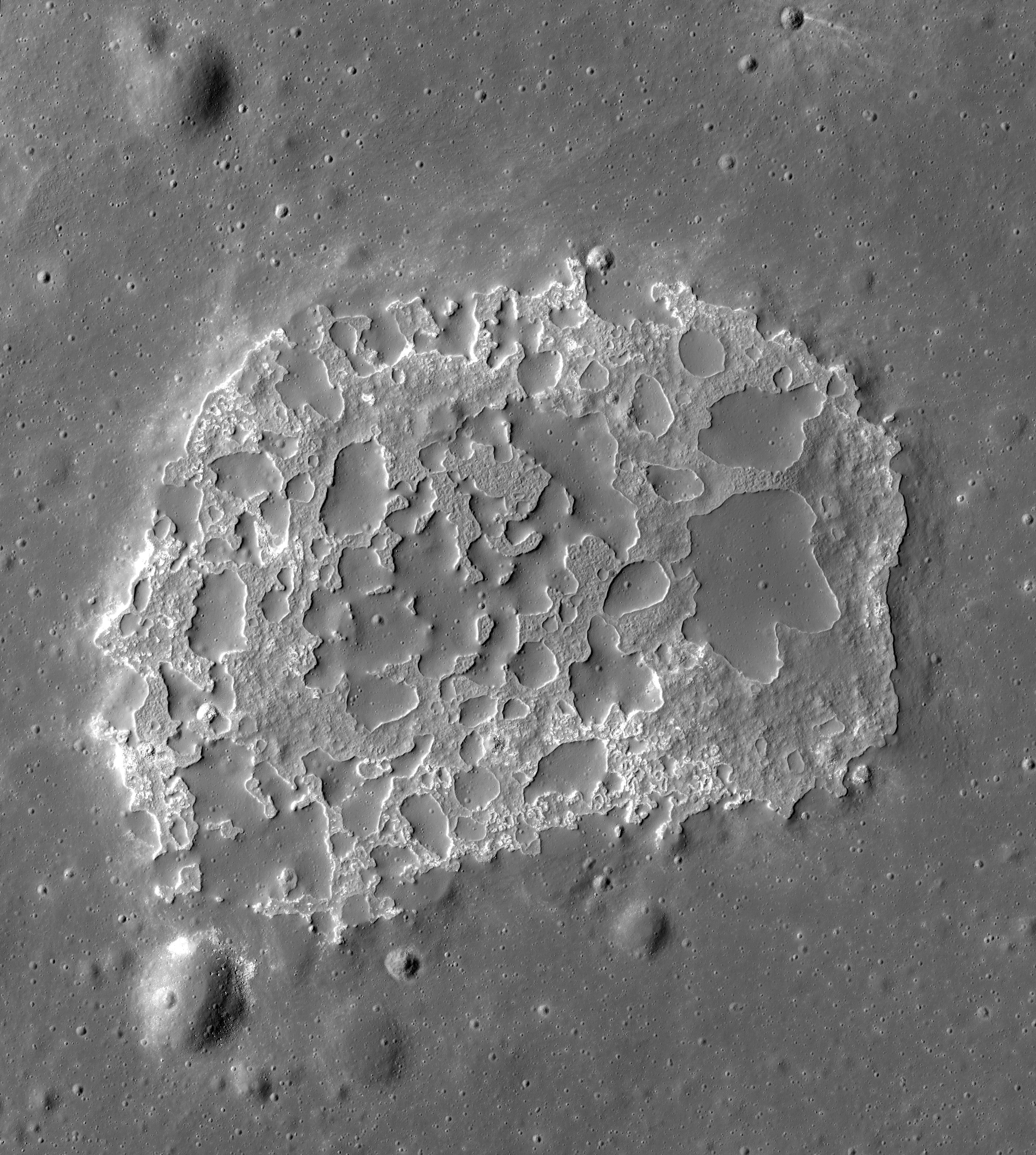
Іна. Маленький кратер ліворуч угорі — Даґ, унизу — Осама; найбільший пагорб у правій частині Іни — гора Агнес. Ширина знімку — 3,5 км

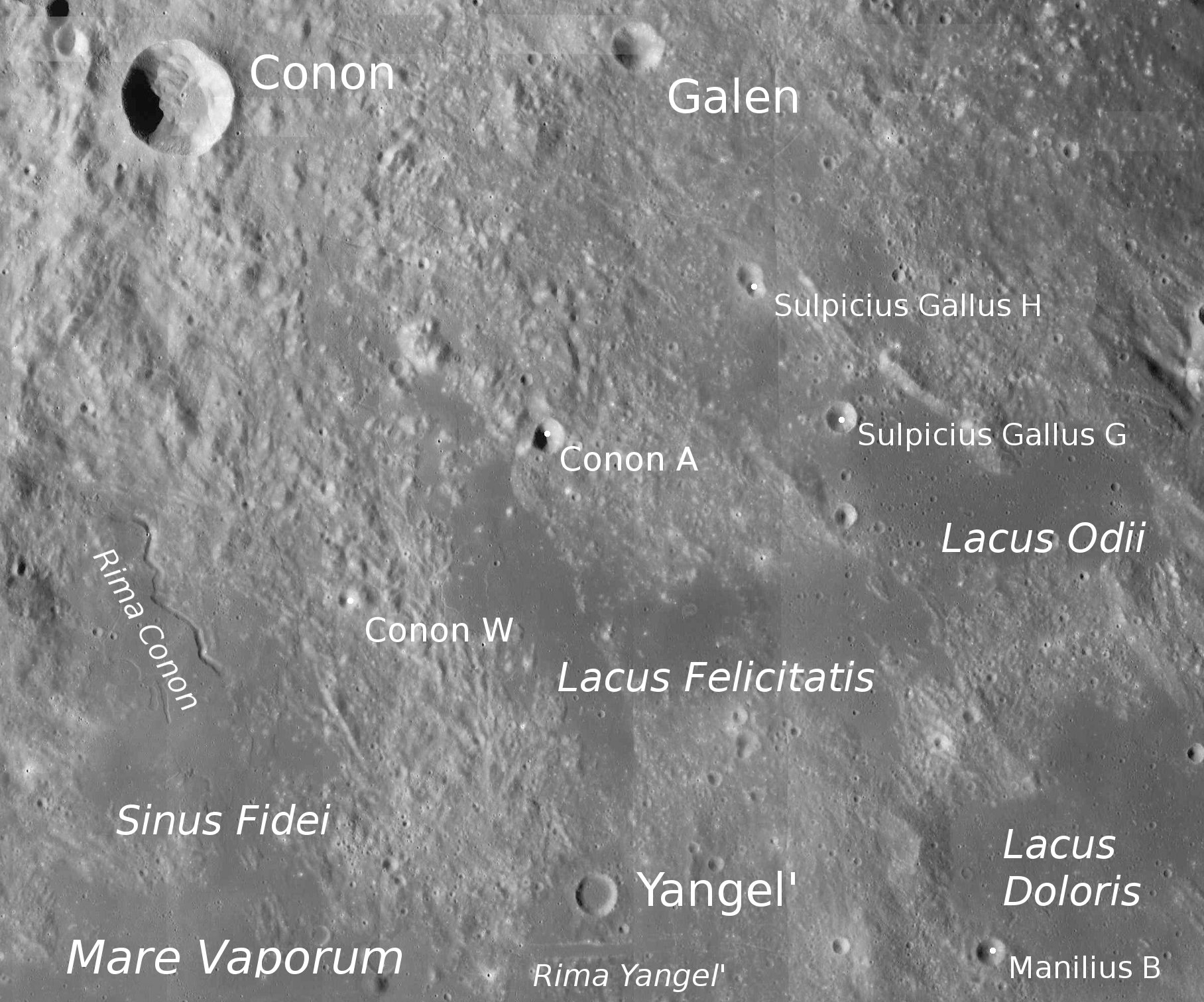
Карта Озера Щастя та околиць

Озеро Щастя (лат. Lacus Felicitatis) — маленька морська ділянка на видимому боці Місяця, в межах «Землі Снігів» — трикутної області між морями Ясності, Парів та Дощів. Розмір — близько 100 км. Назва цього озера з'явилася на карті, виданій 1974 року Військовим картографічним агентством США для НАСА, і 1976 року була затверджена Міжнародним астрономічним союзом.

## Розташування й суміжні об'єкти
Координати центру Озера Щастя — 18°30′ пн. ш. 5°24′ сх. д. / 18.5° пн. ш. 5.4° сх. д.. На північному сході воно межує з Озером Ненависті. На південному сході від Озера Щастя лежить Озеро Смутку, на півдні — Море Парів, а на заході — Затока Вірності.
У 70–80 кілометрах на північний схід від Озера Щастя простягнулися Гемські гори (кільцевий хребет басейну Моря Ясності), а в 100 кілометрах на північний захід — Апенніни (аналогічний хребет басейну Моря Дощів). На півдні від Озера Щастя (на його межі з Морем Пари) розташований 8-кілометровий кратер Янгель, а біля північно-східного берега озера — 6-кілометровий кратер Конон A.

## Опис
Озеро Щастя має форму бумеранга, кінці якого спрямовані на північний захід і на схід. Його розмір — близько 100 км, а разом із нечітким північно-західним кінцем — до 140 км. Поверхня озера лежить на 0,3–1,1 км нижче за місячний рівень відліку висот.
Східна третина озера — це сильно зруйнований та залитий лавою 50-кілометровий кратер Манілій E. Центральна третина лежить на плато (горсті) шириною близько 30 км і висотою 200–600 м, що тягнеться з півночі на південь і виходить за межі озера. На цьому плато є округле підняття висотою 300 м і діаметром 17 км — ймовірно, давній вулкан. На верхівці цього підняття знаходиться об'єкт дуже незвичного вигляду і загадкового походження — западина шириною 3×2 км і глибиною близько 30 м, всіяна амебоподібними пагорбами. Вона отримала назву Іна. Це найбільший із кількох десятків подібних об'єктів на Місяці; схожі западини відомі також на Меркурії. Разом з Іною імена отримали два звичайні кратери поблизу (Даґ та Осама) та один пагорб усередині неї (гора Агнес). Інших найменованих деталей в Озері Щастя станом на 2015 рік нема.
| Кратер        | Координати                                              | Діаметр | Джерело назви               |
| ------------- | ------------------------------------------------------- | ------- | --------------------------- |
| Даґ (Dag)     | 18°43′ пн. ш. 5°16′ сх. д. / 18.71° пн. ш. 5.26° сх. д. | 0,4 км  | Скандинавське чоловіче ім'я |
| Іна (Ina)     | 18°40′ пн. ш. 5°18′ сх. д. / 18.66° пн. ш. 5.30° сх. д. | 3 км    | Латинське жіноче ім'я       |
| Осама (Osama) | 18°37′ пн. ш. 5°16′ сх. д. / 18.61° пн. ш. 5.27° сх. д. | 0,4 км  | Арабське чоловіче ім'я      |